# Neobapta mollis
Neobapta mollis är en fjärilsart som beskrevs av W. Warren 1907. Neobapta mollis ingår i släktet Neobapta och familjen mätare. Inga underarter finns listade i Catalogue of Life.